# James FitzMaurice FitzGerald
James FitzMaurice FitzGerald (* um 1520; † 18. August 1579 in Thurles, County Tipperary), genannt FitzMaurice, war ein irischer Militär, Grundbesitzer und Rebell. Er war Kapitän-General von Desmond in der Zeit, als sein Cousin Gerald FitzGerald, 14. Earl of Desmond, nach der Schlacht von Affane 1565 von Königin Elisabeth I. in England festgesetzt worden war.

## Herkunft und Familie
FitzMaurice entstammte der hiberno-normannischen Adelsfamilie FitzGerald und war der zweite Sohn des Maurice FitzJohn FitzGerald († 1564), Gutsherr von Kerricurrihy bei Cork, der ein Bruder des James FitzJohn FitzGerald, 13. Earl of Desmond und Enkel des Thomas FitzJames FitzGerald, 7. Earl of Desmond, war. Seine Mutter war Julia O’Mulrian, Tochter des Dermot O’Mulrian, Gutsherr von Sulloghade im County Tipperary.
FitzMaurice heiratete Katherine Burke, Tochter des William Burke, Gutsherr von Clanwilliam im County Tipperary, mit der er drei Kinder, Maurice († 1588), Gerald († 1588) und Alice, hatte.

## Übernahme des Earldom of Desmond
1565 wurde sein Cousin Gerald FitzJames FitzGerald, 14. Earl of Desmond († 1583), von den Butler-Familie unter Thomas Butler, 10. Earl of Ormonde, in der Schlacht von Affane besiegt und gefangen genommen. 1567 wurden der 14. Earl und sein Bruder John of Desmond verhaftet und in den Tower of London gebracht. Während ihrer Abwesenheit wurde FitzMaurice auf Veranlassung des Earls Generalkapitän des Earldoms Desmond. Stellvertretend für die FitzGeralds handelte FitzMaurice. Im Juli 1568 betrat FitzMaurice das Gebiet der Baronie Clanmaurice, das Territorium von Thomas Fitzmaurice, 16. Baron Kerry und Lord of Lixnaw, um Tribut zu erheben und für sich die Oberherrschaft von Desmond geltend zu machen. Die Belagerung von Lixnaw blieb ohne Erfolg.

## Aufruhr im Südwesten
Gegen Ende des Jahres 1568 vergab Gerald FitzGerald, 14. Earl of Desmond, die Baronie von Kerricurrihy als Pfandlehen an Sir Warham St Leger. Das verärgerte FitzMaurice sehr, der diese als Nachfolger seiner Vaters bis dahin im Besitz gehabt hatte. 1569 informierte er Sir Henry Sidney, den Lord Deputy of Ireland, dass er die Einwohner Desmonds versammelt hatte. Den Leuten hatte FitzMaurice mitgeteilt, dass der Lord Deputy (Henry Sidney) die Freilassung des gefangenen Earls nicht herbeizuführen vermochte. Der Earl würde alsbald hingerichtet oder für ewig eingekerkert werden. Es bräuchte einen neuen Earl of Desmond. Die Einwohner verlangten, dass FitzMaurice Earl of Desmond werden sollte. FitzGeralds Frau, Eleanor Butler, schrieb im November an ihren Mann, dass FitzMaurice den Earl weiter in Misskredit bringen wollte und seine Grundherrschaft an sich bringen wollte, so wie es einst der Vater FitzMaurices tat.

### Erste Desmond-Rebellion
FitzMaurice führte in dieser Folge 1569 die erste Desmond-Rebellion an. Ziel der Rebellion war es, Elisabeth I. durch den Habsburger Don Juan de Austria zu ersetzen. Die Rebellion griff auf das gesamte südliche Irland über. Im Juni 1569 überfiel er gemeinsam mit dem 3. Earl of Clancarty die Baronie Kerricurrihy und plünderte die Abtei von Tracton. Er verbündete sich weiter mit Connor O’Brien, 3. Earl of Thomond und John Burke, dem Sohn des 8. Earl of Clanricarde. Im Juli 1569 verlangte er vom Rat und dem Bürgermeister der Stadt Cork, den Protestantismus abzulegen. Ihm war dies offenbar von den irischen Jesuiten aufgegeben worden.

### Überfall auf Kilmallock
Im September 1569 war es Henry Sidney gelungen, die Rebellion weitgehend niederzuringen. FitzMaurice zog sich in die Wälder von Aherlow zurück. Er sammelte neue Truppen und fiel am 2. März 1570 in die Stadt Kilmallock ein. Dort tötete er die Ratselite, plünderte die Stadt und brannte sie nieder. Im Februar 1571 entsandte die Krone John Perrot als Lord President of Munster nach Irland. Er forderte FitzMaurice zum Duell. FitzMaurice lehnte ab. Stattdessen griff er Perrot und seine Truppen an, jedoch erfolglos. Nach einer zweiten verlorenen Schlacht zog sich FitzMaurice auf Castlemaine, die Burg der FitzGeralds, zurück und wurde dort von Perrot belagert. Schließlich bat er in der Kirche von Kilmallock vor John Perrot, der FitzMaurice die Schwertspitze auf das Herz setzte, um Gnade. Perrot gewährte ihm Gnade, FitzMaurice bot seinen Sohn als Geisel auf und schwor der Krone die Treue.

## Exil: Frankreich, Spanien, Rom
Als Gerald Fitzgerald, 14. Earl of Desmond, 1573 nach Irland zurückkehrte, ging FitzMaurice ins Exil auf den Kontinent. Er gelangte 1575 an den französischen Hof und gewann das Vertrauen der Königin Caterina de’ Medici. Ihr bot er an, dass Heinrich III. König von Irland werden könne. FitzMaurice erhielt eine Apanage von 5000 Kronen.
Zu Jahresbeginn 1577 reiste er nach Spanien und bot die irische Krone dem Bruder des Königs Philipp, Don Juan de Austria, an. Die spanischen Habsburger blieben jedoch sehr reserviert.
FitzMaurice gab seine beiden Söhne in die Obhut des Kardinals Antoine Perrenot de Granvelle und reiste weiter nach Rom zu Papst Gregor XIII. Am päpstlichen Hof traf er auf den Seefahrer Thomas Stukley. Beide überredeten den Papst ein Heer mit 1000 Söldnern für die Invasion Irlands auszuheben. Der Papst willigte ein. Anfang 1578 verließ Stukley mit den Truppen Civitavecchia und traf sich mit FitzMaurice in Lissabon. Stukley unterstützte jedoch mit seinen Söldnern zunächst König Sebastian von Portugal bei dessen Marokko-Feldzug. In der Schlacht fielen Stukley wie auch Sebastian. Das blieb jedoch FitzMaurice unbekannt. Er erwartete, dass ihm Stukley nach Irland folgen würde.

## Aufbruch nach Irland: Beginn der zweiten Desmond-Rebellion
FitzMaurice musste neue Truppen ausheben. Mit dem Nuntius Nicholas Sanders setzte er mit etwa 600 Mann am 17. Juni 1579 mit einem Schiff und zwei spanischen Schaluppen von Ferrol aus Segel Richtung Irland. Auf dem Weg dorthin konnten sie noch zwei englische Schiffe aufbringen und landeten am 17. Juli 1579 in Dingle. Am nächsten Tag segelten sie dann um die Spitze der Dingle-Halbinsel nach Ard na Caithne (Smerwick) und besetzte das Promontory Fort Dún an Óir (Goldfestung). Am 29. Juli wurden die Schiffe durch den englischen Admiral William Winter abgefangen.

## Ende von FitzMaurice
FitzMaurice hoffte auf einen Entsatz durch Stukley, der aber nicht kam bzw. wegen seines Todes in Marokko nicht kommen konnte. Als er am 18. August 1579 die Holy Cross Abbey in Thurles besuchte, erreichten Truppen seiner Cousins Theobald und William Burke die Gegend. Es kam zum Gefecht und FitzMaurices Brusthöhle wurde von einem Pfeil durchbohrt. Gleichwohl gelang es ihm der Legende nach, beide Cousins zu töten und das Gefecht zunächst für sich zu entscheiden. Die Verletzungen waren jedoch so schwerwiegend, dass er noch am Abend starb. Die Leiche wurde schließlich in Kilmallock aufgestellt und durch Musketenfeuer völlig entmenschlicht.
Die Rebellion wurde nun weiterhin durch Gerald FitzGerald, 14. Earl of Desmond, geführt, nachdem dieser von den Engländern als „Verräter“ bezeichnet worden war.
Die Truppenreste, die von FitzMaurice ins Land gebracht wurden, konnten sich noch bis 1580 halten und wurden schließlich von den Engländern im sog. Smerwick Massaker umgebracht. Die Rebellion brach schließlich und endgültig im November 1583 zusammen, als auch Gerald FitzGerald starb.